# Jiří Vladimír Tolman
Jiří Vladimír Tolman (12. února 1878 Hradec Králové – 22. června 1937 Poděbrady) byl český knihkupec, zastupitel a radní v Hradci Králové.

## Život
Narodil se dne 12. února 1878 v domě čp. 26 na Velkém náměstí v Hradci Králové jako syn hradeckého knihkupce Bohumila Eduarda Tolmana a jeho manželky Pavlíny, rozené Zeiskové. Babička z matčiny strany, Marie Zeisková, rozená Pospíšilová, byla dcerou hradeckého nakladatele a knihtiskaře Jana Hostivíta Pospíšila. Do Marie se během svého pobytu v Hradci Králové údajně zamiloval slovenský buditel Ľudovít Štúr, jak hlásí také nápis na pamětní desce, umístěný na domě čp. 22. Skrze rod Pospíšilů byl J. V. Tolman vzdáleně příbuzný s Ladislavem Janem Pospíšilem (1848–1893), knihkupcem a náměstkem hradeckého starosty, který se zasloužil o zboření hradeb hradecké pevnosti, či spistovatelem Ignátem Herrmannem (1854–1935).
Celá rodina byla v Hradci Králové společensky velmi aktivní. Otec Bohumil Eduard Tolman byl hradecký knihkupec, dlouholetý člen obecního zastupitelstva a obchodního grémia. Podílel se také na hradecké Hospodářské, průmyslové a národopisné výstavě v roce 1894. Sestra Jiřího, Anna Tolmanová (1883–1913), byla propagátorkou ženských odborů Sokola, mimo jiné se podílela také na založení ženského cvičitelského sboru v župě Orlické, ve kterém byla od roku 1912 náčelnicí. Následující rok však pravděpodobně spáchala sebevraždu skokem do řeky Labe.
Jiří Vladimír Tolman studoval hradecké nižší gymnázium v letech 1889–1892 a následně obchodní akademii. V roce 1901 vystoupil jako člen výboru spolku absolventů obchodní akademie Oliva s požadavkem na zřízení hradecké pobočky Francouzské aliance, jejíž byl jedním ze spoluzakladatelů a předních členů. V letech 1902–1927 provozoval J. V. Tolman v domě čp. 26 po svém otci knihkupectví. J. V. Tolman nadále patřil mezi členy hradeckého Sokola, byl jednatelem Živnostensko-čtenářské jednoty a předsedou spolku Besedy (kulturně-politický spolek) v domě čp. 126 U Zlatého orla na Malém náměstí. Po léta působil také jako předseda ochotnické jednoty Klicpera a Klubu přátel starého Hradce. Byl také zastupitelem a členem městské rady.
J. V. Tolman je autorem místopisné knihy Hrst vzpomínek na starý Hradec Králové, ve které jako první autor popsal jednotlivé domy v Hradci Králové a jejich obyvatele, přičemž kniha byla mezi Hradečany velmi populární. Je také autorem publikací Padesát let trvání Záložny v Hradci Králové 1862–1912, Čtyřicet let Besedy královéhradecké, Padesát let ochotnické Musy v Hradci Králové nebo Šedesát let trvání Živnostensko-čtenářské jednoty v Hradci Králové.